# Corvo-marinho-do-cabo
O corvo-marinho-do-cabo (Phalacrocorax capensis) é uma espécie de ave da família Phalacrocoracidae. É endémico das zonas costeiras do sudoeste de África. O seu habitat natural é formado por mar aberto e costa rochosa. Está classificado como "Em Perigo" devido à rápida diminuição das suas populações.

## Taxonomia
A espécie é monotípica (não são reconhecidas subespécies).